# Pisione guanche
Pisione guanche är en ringmaskart som beskrevs av San Martin, López och Núñez 1999. Pisione guanche ingår i släktet Pisione och familjen Pisionidae. Inga underarter finns listade i Catalogue of Life.